# Partit Socialista dels Treballadors de Finlàndia
El Partit Socialista dels Treballadors de Finlàndia (en finès: Suomen Sosialistinen Työväenpuolue, SSTP) va ser un partit d'esquerres de Finlàndia format majoritàriament per comunistes del SKP i socialistes dissidents del SDP. El SSTP va estar actiu des de la primavera de 1920 fins a l'agost de 1923, quan les autoritats van dissoldre el partit i van arrestar els seus membres del parlament. Les mesures es van justificar per connexions amb el prohibit Partit Comunista de Finlàndia.

## Història
El Partit es va fundar el 13 de maig de 1920 a la Sala de Treballadors de Hèlsinki, en el context de la derrota en la Guerra Civil. A la reunió van assistir 82 participants, representant 42 organitzacions diferents. La decisió de fundar un nou partit es va prendre quan els socialdemòcrates d'esquerres, propers als comunistes, van trencar amb el SDP. Ja s'havia elegit una direcció temporal, que va dirigir les activitats fins a la reunió fundacional. Diverses organitzacions del SDP es van unir al nou partit, que va formar la seva organització bàsica.
El vespre del segon dia de la reunió, el SSTP va decidir unir-se a la III Internacional, després de la qual cosa la policia (que era present tot el temps) va dissoldre la reunió i va arrestar els participants, alguns dels quals van ser posteriorment condemnats a presó. Com a conseqüència, va costar una mica engegar el partit, però l'Organització Municipal Socialista de Hèlsinki va prendre les regnes. Es va declarar partit el 19 de juny, va aprovar els documents de la reunió fundacional i va elegir la direcció del partit. El treballador metal·lúrgic de Hèlsinki Jaakko Kivi va ser elegit com a primer president. El programa del SSTP va ser escrit per Otto Wille Kuusinen del Comitè Central del SKP.
El gener de 1922, el Partit va publicar una declaració amb el títol "A la població treballadora de Finlàndia: la lluita per la defensa de la Rússia soviètica", en la qual condemnaven la participació finlandesa en el conflicte a la Carèlia Oriental, considerant que representava una amenaça de guerra entre Finlàndia i Rússia. Aquesta va provocar de nou detencions generalitzades de membres del SSTP i, finalment, 39 persones van ser acusades d'alta traïció.
Tanmateix, el SSTP va poder participar en les eleccions parlamentàries de 1922 mitjançant el Comitè Electoral Central dels Treballadors Finlandesos, en el qual també hi participarien els sindicats finlandesos (SAJ), la Lliga de la Joventut Socialdemòcrata Finlandesa (SSN) i la Lliga de Dones Socialdemòcrates Finlandeses. El comitè electoral va nominar 130 candidats en totes les circumscripcions. Les llistes van rebre un total de 128.121 vots (14,8%) i 27 membres del parlament, dels quals 6 eren dones.
El 21 de setembre de 1922, el grup parlamentari del SSTP va presentar un projecte de llei al Parlament per canviar la forma de govern finlandesa a una democràcia de classe treballadora transferint els mitjans de producció a la propietat social, posant els diaris i les impremtes a les mans de la classe treballadora i duent a terme altres reformes socialistes.
L'abolició del SSTP es va exigir durant tota la seva existència, i els seus membres, tal com hem vist, van ser empresonats a intervals regulars. Hi va haver intents constants d'impedir la publicació dels diaris del partit. A principis de 1923, el SSTP va canviar el seu nom a Partit dels Treballadors Finlandesos (STP), eliminant la referència al socialisme per motius de precaució. El 3 d'agost de 1923, però, van ser arrestats membres del grup parlamentari del STP, el comitè del partit, la secretaria i les organitzacions de districte, així com altres funcionaris. La impremta i els diaris van ser prohibits. Les detencions i la nova prohibició del partit es van justificar, en particular, per presumptes connexions amb el SKP.
Després de la dissolució del Partit, els seus partidaris van participar a l'Organització Electoral de Treballadors Socialistes i Petits Agricultors com a continuació del projecte.

## Resultats electorals
| Any  | Vots    | %     | Escons   | +/- | Govern   |
| ---- | ------- | ----- | -------- | --- | -------- |
| 1922 | 128,181 | 14.81 | 27 / 200 | Nou | Oposició |